# Paul Misraki
Œuvres principales
- Tout va très bien madame la marquise (1936)
- Ça vaut mieux que d’attraper la scarlatine (1937)
- Je chante (1937)
- Qu'est-ce qu'on attend pour être heureux ? (1938)
- Tiens, tiens, tiens (1939)
- Comme tout le monde (1940)
- Insensiblement (1941)
- Maria de Bahia (1947)
- La mi-août (1950)
- Tu n'peux pas t'figurer (1951)
- Malgré tout (1951)
- Les volets clos (1972)

Paul Misraki, de son vrai nom Paul Misrachi, est un compositeur, auteur et chanteur français, né le 8 janvier 1908 à Constantinople et mort le 29 octobre 1998 à Paris.
Compositeur et pianiste de Ray Ventura dans les années 1930, Paul Misraki a composé la musique de grands succès comme Tout va très bien madame la marquise, Qu'est-ce qu'on attend pour être heureux ?, Ça vaut mieux que d’attraper la scarlatine, Comme tout l'monde... Il a été chanté par Ray Ventura et ses Collégiens, Édith Piaf, Georges Brassens, Henri Salvador, Yves Montand, Jacqueline François, Suzy Delair, Nicoletta, Jean Sablon, ainsi que de très nombreux chanteurs et groupes américains, argentins, brésiliens, etc. Il est aussi l'un des compositeurs français de musique de films les plus prolifiques : il en compose plus de 180 pour des longs-métrages, notamment celle de Et Dieu… créa la femme en 1956, mais aussi pour Jean Delannoy, Claude Chabrol, Henri-Georges Clouzot, Jean-Pierre Melville, Jacques Becker, Jean-Luc Godard, Luis Buñuel, Orson Welles ou Jean-Claude Brialy.
Il est aussi un écrivain ayant publié dix livres sur des sujets liés à son itinéraire spirituel.

## Biographie

### Origines
Né le 8 janvier 1908 dans une famille juive séfarade de Constantinople dans l'Empire ottoman, où son père travaillait pour une compagnie d'assurances, il passe une partie de sa petite enfance à Bucarest, puis arrive en France en 1917.
Collégien au lycée Janson-de-Sailly, il prend des leçons particulières d'harmonie et de contrepoint auprès de Charles Koechlin. Il avait auparavant écrit des pièces musicales variées et été stagiaire dans un magasin de pianos sur les Champs-Élysées.

### Carrière
Il intègre dès 1929 la troupe de son camarade de classe Ray Ventura, Ray Ventura et ses Collégiens, comme compositeur-arrangeur-pianiste. Il est également, avec Coco Aslan, l'un des deux principaux chanteurs solistes de l'orchestre : on l'entend dans Chez moi, Insensiblement, Sur deux notes, Le général dort debout, La petite île, Le petit bateau de pêche, Tching Kong, Les trois mandarins, Je ne sais pas si je l'aime, etc.
Les années 1930 sont pour lui à la fois les années Ventura, avec les succès phénoménaux de Tout va très bien madame la marquise, de Qu'est-ce qu'on attend pour être heureux ?, les reprises américaines de Chez Moi et la découverte de la musique pour le cinéma, mais ce sont aussi des années de recherche de sens. Le père de Paul Misraki avait rêvé son fils reprenant la compagnie d'assurances familiale, et le voilà musicien ! Paul Misraki lui-même rêvait de musique symphonique, et le voilà auteur de la chanson comique la plus connue du moment ! À la recherche de sens, l’auteur-compositeur-interprète passe ses week-ends à lire, à faire tourner les tables, visite la cathédrale Notre-Dame de Chartres, songe à se retirer définitivement dans un monastère. Finalement, il se convertit au catholicisme et choisit de pratiquer sa religion dans la vraie vie.
La Seconde Guerre mondiale voit les Collégiens se lancer dans une tournée en Amérique du Sud au moment où l'armée allemande envahit la zone libre. Au Brésil puis en Argentine, Paul Misraki compose pour l'orchestre de Ray Ventura (auquel s'est joint Henri Salvador), mais aussi pour le cinéma, et même une comédie musicale, intitulée Si Eva se hubiese vestido, de laquelle sera tirée la chanson Una Mujer, devenue un standard en Argentine, mais aussi au Brésil.
Il gardera toujours des liens étroits avec les anciens de l'orchestre Ray Ventura, notamment André Cauzard, avec lequel il partagera de nombreux échanges philosophiques, religieux et même scientifiques, notamment sur leur croyance réciproque dans l'existence des OVNIs. Il co-organisera avec lui un repas annuel des « anciens » de l'orchestre.
En 1945, la RKO le contacte pour collaborer à Hollywood sur Heartbeat (Un cœur à prendre), remake d'un film français (Battement de cœur) auquel Paul Misraki avait déjà collaboré. Il s'exécute, composant pour Ginger Rogers une scène restée célèbre, mais le besoin de revenir auprès des siens, en France, est le plus fort. Il embarque de New York pour Le Havre où son frère l'accueille et lui apprend la mort en déportation de leur mère, leur tante et leur oncle, à Auschwitz. Paul découvre tous ses biens saisis, son appartement occupé... Seul son piano, un Pleyel datant de 1932, a été sauvegardé par un de ses amis, qui croyait à son retour.
À partir de 1946, les collaborations de Paul Misraki se font plus variées. Il retrouve Édith Piaf et Danielle Darrieux, mais l'étendue des interprétations augmente, en même temps que le succès de Ray Ventura décline. Il s'engage avec le Réarmement moral pour qui il compose la musique d'une comédie musicale intitulée La bonne route.
La musique de films prend de plus en plus le relais et Paul Misraki devient un compositeur incontournable de la Nouvelle Vague avec notamment la musique de Et Dieu… créa la femme de Roger Vadim.
Dans le même temps, Paul Misraki commence à publier des livres relatant sa trajectoire spirituelle : dialogues philosophiques, romans, essais sur des sujets ésotériques (OVNIs, la vie après la mort…), et enfin livres où il expose les raisons de sa foi catholique, et le catholicisme auquel il croit.
Paul Misraki s'est marié en 1950 à Lille et a eu trois enfants. La famille de Paul édite de nombreuses chansons et opérettes via la maison d'édition familiale : Tout Va Très Bien Promotion.
Depuis 2018, les événements se succèdent avec Paul Misraki en leur centre : spectacle original (Qu'est-ce qu'on attend pour être Mômes ?) au théâtre Déjazet, retour sur scène de son opérette phare Normandie à Compiègne, puis à La Nouvelle Ève et bientôt un peu partout en France et en Belgique, ainsi que de l'opérette Double Six (créée en 1937, l'année qui a suivi Normandie) au Centre Angel Parra de Paris 14e, de nombreuses émissions, sur France Musique notamment, disponibles en podcast, des participations à des colloques, au Festival du Cinéma et Musique de Film de la Baule… et une exposition intitulée Paul Misraki du Jazz à l'Écran, aujourd'hui disponible en visite virtuelle en cliquant sur ce chiffre puis sur « archive » en bas de page là où renvoie le petit 2.
Parmi ses premières chansons, après Fantastique devenu le générique de l'Orchestre de Ray Ventura, vint l'inoubliable Tout va très bien madame la marquise (1935), inspiré d'un sketch de Bach et Laverne, bientôt suivi par d’autres succès parmi lesquels :
- Venez donc chez moi (1935)
- Je voudrais en savoir davantage (1936)
- Vous qui passez sans me voir (1936), cosignée avec Charles Trenet et Johnny Hess
- Ça vaut mieux que d'attraper la scarlatine (1937)
- Je chante (1937), cosignée avec Charles Trenet
- Sur deux notes (1937)
- Tching Kong (1937)
- Les Chemises de l'archiduchesse (1937)
- Dans mon cœur (1937)
- Qu'est-ce qu'on attend pour être heureux ? (1938)
- Comme tout le monde (1938)
- Le Nez de Cléopâtre (1938)
- La marquise voyage (1938)
- Tiens, tiens, tiens (1939)
- Ah vivement dimanche (1939)
- Une charade (1940)
- Insensiblement (1941)
- Una Mujer (1943)
- Maria de Bahia (1947)
- Sans vous (1947)
- À la mi-août (1949)
- Le Petit souper aux chandelles (1949)
- Le Portrait de tante Caroline (1949)
- Tant je suis amoureux de vous (1949)
- J'ai peut-être tort (1949)
- À Saint-Germain des Prés (1950)
- Malgré tout (1950)
- À Véra-Cruz (1950)
- La Valse des orgueilleux (1953)
- La Tête à l'ombre (1953)
- Dis-moi quelque chose de gentil (1956)
- L'Étang (1957)
- Tu n'peux pas t'figurer (comme je t'aime) (1960)
- La marquise a dit (1961)
- Les Volets clos (1972)

Il est aussi l'auteur d'une œuvre symphonique intitulée Rhapsodia Brasileira créée aux Concerts Colonne en 1967, puis jouée en 1968 au Festival de Rio de Janeiro, et également de quelques opérettes : Normandie (1936), Double Six (1937), Le Chevalier Bayard (1948), La Petite datcha (1960), Mouche (1966).

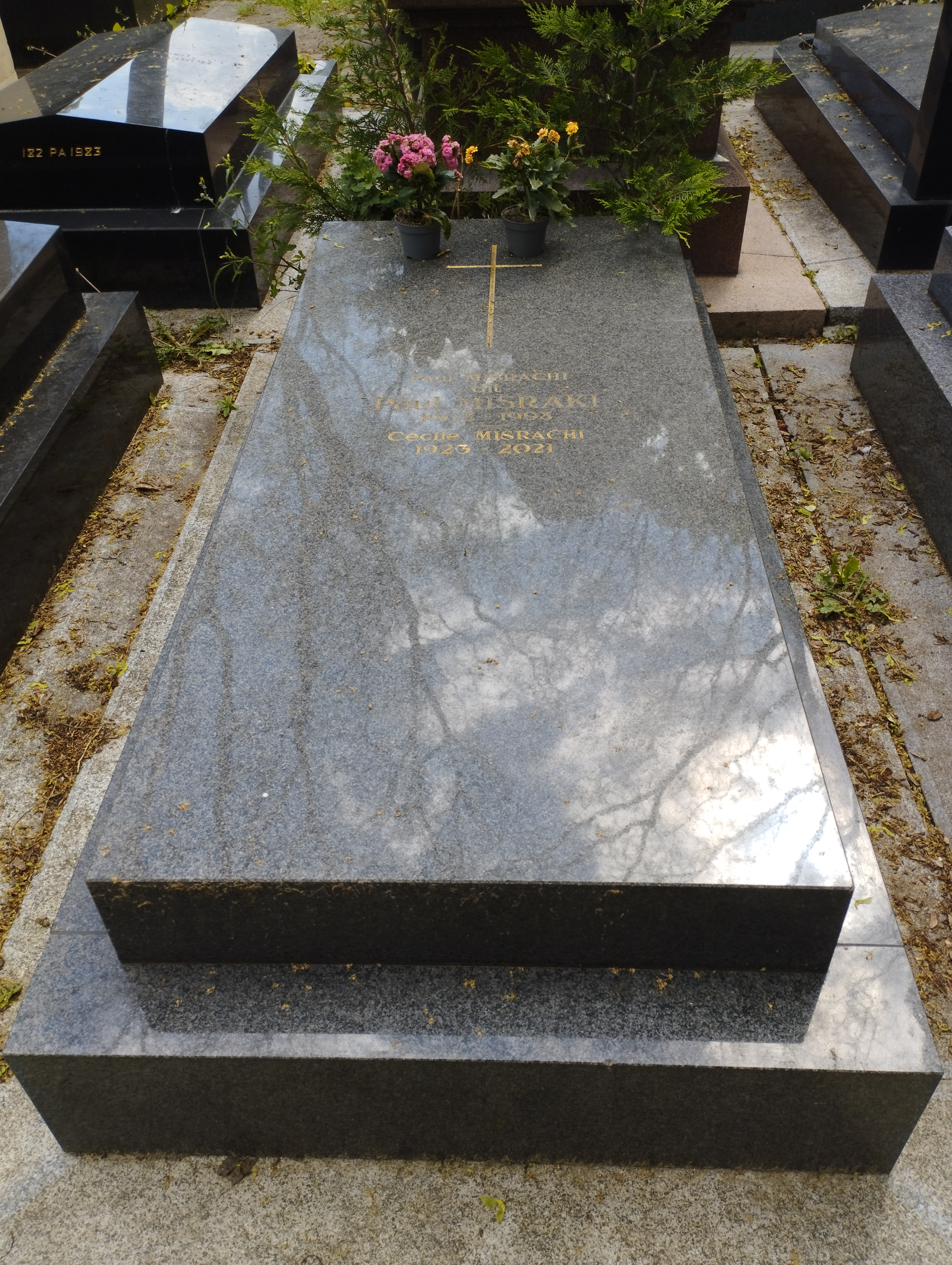
Tombe de Paul Misraki au cimetière du Montparnasse (division 12).

Paul Misraki a été sociétaire de la SACEM pendant plus de 60 ans, il a été fait Chevalier de la Légion d'Honneur en 1990, a reçu l'insigne de l'Ordre des Arts et des Lettres, ainsi que deux fois le Grand Prix de la Chanson de la SACEM, en 1964 et 1982.

### Mort
Paul Misraki meurt à Paris le 29 octobre 1998 à l'âge de 90 ans, et est inhumé au cimetière du Montparnasse (12e division).

## Musiques de films
Paul Misraki est l'auteur de 185 musiques de films.
Paul Misraki est l'un des cinq compositeurs les plus prolifiques du cinéma français. Son morceau de bravoure est la musique de Et Dieu… créa la femme de Roger Vadim, qui mettait en scène Brigitte Bardot (1956). Le Mambo B.B. reste une scène culte, par l'érotisme dégagé par la danse de Brigitte Bardot sur la musique de Paul Misraki.
Ses collaborations incluent Jean Renoir, Christian-Jacque, Henri Decoin, Jean-Pierre Melville, Jean Boyer, Henri-Georges Clouzot, Jean Delannoy, Yves Allégret, Bernard Borderie, Jacques Becker, Orson Welles, Robert Hossein, Luis Buñuel, Roger Vadim, Jack Pinoteau, Claude Chabrol, Jean-Luc Godard, Jean-Claude Brialy, Patrice Leconte, Étienne Périer, Marcel L'Herbier, et bien d'autres.

### Filmographie partielle

#### Cinéma
- 1931 : On purge bébé de Jean Renoir
- 1934 : Minuit, place Pigalle de Roger Richebé
- 1936 : Tout va très bien madame la marquise d'Henry Wulschleger
- 1936 : La Maison d'en face de Christian-Jacque
- 1937 : Claudine à l'école de Serge de Poligny
- 1937 : Le Chanteur de minuit, de Léo Joannon
- 1938 : Belle Étoile de Jacques de Baroncelli
- 1938 : Battement de cœur de Henri Decoin
- 1938 : Chéri-Bibi de Léon Mathot
- 1939 : Feux de joie de Jacques Houssin
- 1946 : Amour, Délices et Orgues d'André Berthomieu
- 1947 : Mademoiselle s'amuse de Jean Boyer
- 1947 : En êtes-vous bien sûr ?, de Jacques Houssin
- 1948 : Si jeunesse savait d'André Cerf
- 1948 : Manon d'Henri-Georges Clouzot
- 1949 : Tous les chemins mènent à Rome de Jean Boyer
- 1950 : Pigalle-Saint-Germain-des-Prés d'André Berthomieu
- 1951 : Une histoire d'amour de Guy Lefranc
- 1951 : Le Garçon sauvage de Jean Delannoy
- 1951 : Les Mains sales de Fernand Rivers et Simone Berriau
- 1952 : La Jeune Folle d'Yves Allégret
- 1953 : Les Orgueilleux, d'Yves Allégret
- 1954 : Les femmes s'en balancent de Bernard Borderie
- 1954 : Ali-Baba et les Quarante Voleurs de Jacques Becker
- 1954 : Dossier secret de Orson Welles
- 1955 : Chiens perdus sans collier de Jean Delannoy
- 1956 : Et Dieu… créa la femme de Roger Vadim
- 1956 : La Châtelaine du Liban de Richard Pottier
- 1956 : La Mort en ce jardin de Luis Buñuel
- 1959 : Les Cousins de Claude Chabrol
- 1959 : À double tour de Claude Chabrol
- 1960 : Les Bonnes Femmes de Claude Chabrol
- 1961 : Les Trois Mousquetaires de Bernard Borderie
- 1962 : Le Doulos de Jean-Pierre Melville
- 1963 : À toi de faire... mignonne de Bernard Borderie
- 1965 : Alphaville, une étrange aventure de Lemmy Caution de Jean-Luc Godard
- 1966 : Cartes sur table (Cartas boca arriba) de Jesús Franco
- 1972 : Un meurtre est un meurtre d'Étienne Périer
- 1972 : Les Volets clos de Jean-Claude Brialy
- 1974 : Juliette et Juliette de Remo Forlani
- 1974 : La Main à couper d'Étienne Périer
- 1975 : La Bulle de Raphaël Rebibo
- 1976 : Les vécés étaient fermés de l'intérieur de Patrice Leconte
- 1976 : Le Chasseur de chez Maxim's de Claude Vital
- 1977 : Le Maestro de Claude Vital
- 1978 : La Part du feu d'Étienne Périer
- 1979 : Un si joli village d'Étienne Périer
- 1984 : Stress de Jean-Louis Bertuccelli

#### Télévision
- 1993 : La Vérité en face de Étienne Périer (TV)

## Ouvrages
Son parcours personnel a amené Paul Misraki à écrire de nombreux livres qui jalonnent sa recherche de spiritualité : phénomènes paranormaux, extra-terrestres, approfondissement de son catholicisme (il s'est converti en 1933). La liste ci-après n'est pas tout à fait complète :
- La maison de mon père avec Jacqueline Chassang, 1941 Prix Montyon 1948 de l’Académie française

- De la boue sur les yeux, Éditions Flammarion, 1955,
- L'éclat du verre,
- Les extraterrestres (sous le pseudonyme de Paul Thomas), Plon, 1962,
- Pour comprendre Teilhard, essai qui fait encore autorité auprès de ceux qui étudient Teilhard de Chardin,
- Les chemins de l'être, échange de lettres avec Vercors, Éditions Albin Michel, 1965[6]
- Mort d'un PDG, Éditions MAME, 1972, réédité sous le titre Un PDG au paradis en 1992,
- Des signes dans le ciel, Éditions Robert Laffont, 1968,
- Plaidoyer pour l'extraordinaire, 1970, réédité sous le titre Les raisons de l'irrationnel, Éditions Robert Laffont, 1976, puis en 1985 sous le titre original,
- L'expérience de l'après-vie, Éditions Robert Laffont, 1977,
- Ouvre-moi ta porte, Éditions Robert Laffont, 1983,
- Espérance, vous avez dit espérance ?, 1993[7].

Le 27 septembre 1973, il a participé à l'émission Les Anciens possédaient-ils des secrets que nous avons oubliés ? des Dossiers de l'écran (avec Jacques Bergier, Robert Charroux, Francis Mazière,...).
Il a traduit et préfacé le best-seller mondial La Vie après la vie, de Raymond Moody, Éditions Robert Laffont, 1977, puis a préfacé Lumières nouvelles sur la vie après la vie de Raymond Moody aussi, Éditions Robert Laffont, 1978.

## Hommage

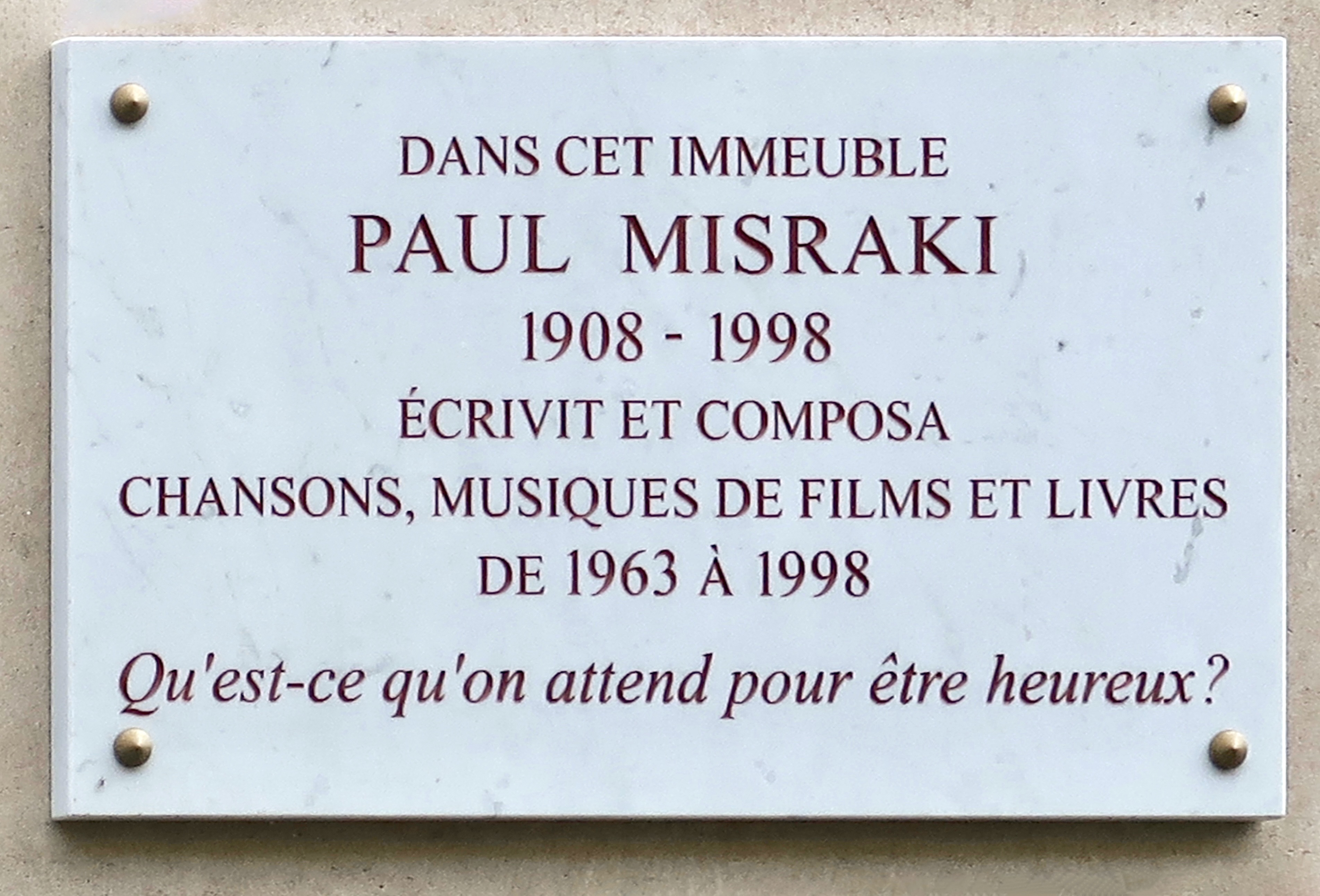

- Le 21 mars 2013, une plaque commémorative à son nom a été apposée sur la façade de l'immeuble parisien, 35 avenue Bugeaud (16e arrondissement), où il a vécu de 1963 à sa mort en 1998.